# Río Chumish
El río Chumish (también transliterado como Čumyš o Tchoumych) (en ruso Чумыш) es un río de la parte meridional de la Siberia Occidental rusa, uno de los afluentes del curso alto del río Obi. Tiene una longitud de 644 km y drena una cuenca de 37.000 km² (mayor que países como Yibuti o Belice). 
Administrativamente, el río discurre por el óblast de Kemerovo y el krai de Altái de la Federación Rusa.

## Geografía
El río Chumysh nace en la vertiente septentrional del macizo de Salair, por la confluencia de los ríos Kara-Chumysh y Tom-Chumysh, en el óblast de Kemerovo. Discurre en su tramo inicial en dirección sur, para luego virar al suroeste y después al noroeste. Tras varios cientos de kilómetros, se adentra en el krai de Altái, describe una amplia curva en dirección Suroeste, para desembocar en el río Obi por la derecha, en su curso alto, a unos 80 km río abajo de Barnaul (623.200 hab. en 2002), el centro administrativo del krai. En su curso no hay importantes centros urbanos, aunque si bastantes pequeñas localidades, siendo la más destacada Talmenka.
El río Chumysh se congela desde principios de noviembre hasta finales de abril. En los meses estivales, el río es navegable desde la boca unos 200 km aguas arriba.

## Afluentes
Los principales afluentes del río Chumysh  son:
- por la izquierda, los ríos Kara-Chumysh (Кара-Чумыш) (173 km), Sary-Chumysh (Сары-Чумыш) (98 km), Kashkaragaikha (Кашкарагаиха) (84 km), Taraba (Тараба) (70 km), Yama (Яма) (67 km) y Angurep (Ангуреп) (48 km).

- por la derecha, los ríos Tom-Chumysh (Томь-Чумыш) (110 km), Uksunay (Уксунай) (165 km), Alambay (Аламбай) (140 km), Sungay (Сунгай) (103 km), Talmenka (Тальменка) (99 km) y Kamenka (Каменка) (78 km).